# The Mekons
The Mekons sono un gruppo rock britannico-statunitense, uno dei gruppi più prolifici tuttora in attività tra quelli nati dalla prima ondata del punk rock.

## Storia
Formatosi nel 1977 da cinque studenti dell'Università di Leeds: Jon Langford, Kevin Lycett, Mark White, Andy Corrigan e Tom Greenhalgh presero il nome da The Mekon, arcinemico dell'eroe dei fumetti per ragazzi Dan Dare. Dallo stesso gruppo di studenti universitari nacquero due altri gruppi: i Gang of Four e i Delta 5.
Il loro primo fu Never Been in a Riot, ripresa in tono satirico del successo dei Clash White Riot e poi pubblicata sull'EP Fast Product. L'esordio su album avvenne nel 1979 con The Quality of Mercy Is Not Strnen (Virgin) fu registrato usando la strumentazione dei Gang of Four, la Virgin Records stampò sul retro dell'album per errore una foto dei Gang of Four.
Dopo il secondo album, l'eponimo The Mekons del 1980 e la raccolta di inediti e singoli The Mekons Story il gruppo cessò temporaneamente l'attività. Il leader Jon Longford formò un nuovo gruppo, The Three Johns. Questo primo periodo è caratterizzato da sonorità post-punk ed un'intensa attività live.
Il gruppo si riunì verso la metà degli anni 80 spinto anche dallo sciopero dei minatori del 1984. Accanto a Longford e Gleenhalgh si affiancarono altri musicisti, tra cui: la cantante Sally Timms, la violinista Susie Honeyman, Lu Edmonds, il polistrumentista Rico Bell (a.k.a. Eric Bellis) ed il batterista Steve Goulding, in precedenza con The Rumour. Con questa nuova formazione il gruppo virò verso un rock con una forte componente folk e country. I tre album del periodo, Fear and Whiskey (1985), The Edge of the World (1986) e Honky Tonkin (1987) fondono su una base di etica punk il country rock di Gram Parsons, testi politicizzati di sinistra ed il country minimalista alla Hank Williams.
Nel 1989 il gruppo pubblicò l'album forse di maggior successo di critica, The Mekons' Rock'n'roll (A&M Records), dove il gruppo introdusse l'uso di fiddle e slide guitar. Il mancato successo commerciale portò però a dissapori con l'etichetta che risolse il contratto. Il gruppo proseguì negli anni successivi con lavori sempre più intrisi di sonorità folk. L'ultimo album pubblicato è stato Ancient and Modern del 2011.
Il leader (trasferitosi da tempo a Chicago insieme al resto della band), Jon Langford si dedicò oltre alla carriera solista a progetti paralleli come i Waco Brothers (gruppo alternative country), i Pine Valley Cosmonauts ed a dischi in collaborazione con Richard Buckner, Kevin Coyne, The Sadies, Kat Ex (Katherina Bornefeld) dei The Ex.

## Discografia

### Album
- 1979 – The Quality of Mercy Is Not Strnen (LP)
- 1980 - The Mekons [aka Devils Rats and Piggies a Special Message from Godzilla] (riedita nel 1997)
- 1982 -  The Mekons Story (riedita nel 1986)
- 1985 - Fear and Whiskey (riedita nel 2002)
- 1986 - Edge of the World (riedita nel 1996)
- 1987 - The Mekons Honky Tonkin'
- 1988 - So Good It Hurts
- 1989 - The Mekons Rock'n'Roll (riedita nel 2000)
- 1991 - The Curse of the Mekons
- 1993 - I ♥ Mekons
- 1994 - Retreat from Memphis
- 1996 - Pussy, King of the Pirates (con Kathy Acker)
- 1998 - Me
- 2000 - Journey to the End of the Night
- 2002 - Oooh! (Out of Our Heads)
- 2004 - Punk Rock
- 2007 - Natural
- 2011 - Ancient and Modern
- 2019 - Deserted

### EP
- 1979 - Never Been in a Riot conosciuto anche come Fast Product
- 1986 - Slightly South of the Border
- 1986 - Crime and Punishmnet
- 1989 - The Dream and Lie of...
- 1990 - Fun '90
- 1992 - Wicked Midnite
- 1993 - Millionaire

### Singoli
- Never Been In A Riot/32 Weeks and Heart & Soul  (FAST 1 Gennaio 1978)
- Where Were You?/I'll Have To Dance Then (On My Own)  (FAST 7 1978)
- Work All Week/Unknown Wrecks (VS300 1979)
- Teeth/Guardian e Kill/Stay Cool (Virgin doppio 7" - 1980)
- This Sporting Life/Frustration (CNT1 1986)
- Hello Cruel World/Alone & Forsaken (Sin004 1986)
- Ghosts of American Astronauts (Twin/Tone 1988)
- Untitled 1/Untitled 2 (qs31 1995)

### Raccolte
- 1980 - Mutant Pop (PVC/Jem, riedizione USA dei singoli con la Fast Product.
- 1989 - Original Sin (Fear & Whiskey con bonus tracks)
- 1999 - I Have Been to Heaven and Back
- 1999 - Where Were You? Hen's Teeth and Other Lost Fragments of Unpopular Culture Vol. 2
- 2001 - The Curse of the Mekons/Fun '90
- 2004 - Heaven & Hell (The Very Best of the Mekons)

### Compilation
- 1985 - They Shall Not Pass della CNT Miner's Strike include "Fight The Cuts" e "This Sporting Life"

### Altro
- 1996 - Mekons United (libro con CD)